# Slaget vid Trenton
Slaget vid Trenton ägde rum på morgonen den 26 december 1776 under det amerikanska frihetskriget, efter att general George Washington korsade Delawarefloden norr om Trenton, New Jersey. Den farofyllda korsningen i hårt väder gjorde det möjligt för Washington att leda huvuddelen av kontinentalarmén mot den hessiska garnisonen i Trenton. Efter en kort strid blev nästan hela den hessiska styrkan tillfångatagen, med försumbara förluster för amerikanerna. Striden ökade kontinentalarméns svaga moral och inspirerade flera amerikaner att ta värvning.

## Bakgrund
Kontinentalarmén hade tidigare drabbats av flera nederlag i New York och hade tvingats till reträtt genom New Jersey till Pennsylvania. Moralen i armén var låg; för att avsluta året på ett positivt sätt utarbetade George Washington—kontinentalarméns överbefälhavare— en plan om att ta sig över Delawarefloden på natten mellan 25 och 26 december och omringa den hessiska garnisonen.

## Slaget
Eftersom floden var isig och vädret var hårt blev korsningen mycket farlig. Två avdelningar kunde inte korsa floden, vilket innebar att endast 2 400 man var under Washingtons befäl under anfallet. Armén marscherade 14 kilometer söderut till Trenton. De hessiska soldaterna hade sänkt sin bevakning under julhelgen, då de trodde att de var säkra från den amerikanska armén och hade inga långdistansutposter eller patruller. Washingtons styrkor överrumplade dem och efter ett kort men våldsamt motstånd kapitulerade de flesta av de hessiska soldaterna. Nästan två tredjedelar av den 1 500 mansstarka garnisonen tillfångatogs, och endast ett fåtal soldater flydde över Assunpink Creek.
Vissa källor menar att den hessiska befälhavaren Johann Rall under natten innan attacken hade varit upptagen med att spela schack hemma hos den lokala köpmannen Abraham Hunt. Rall ska då ha fått en lapp av en lojalist som varnade om en förestående attack, men istället för att läsa meddelandet stoppade Rall lappen i fickan på rocken. Rall själv skadades så svårt under slaget att han senare dog varefter lappen ska ha hittats i fickan.

## Konsekvenser
Trots stridens ringa siffror inspirerade den amerikanska segern ett flertal rebeller i kolonierna. Då framgången av revolutionen betvivlades en vecka tidigare verkade armén vara på gränsen till kollaps. Den dramatiska segern inspirerade soldaterna att stanna i armén och lockade nya rekryter till att fylla leden.